# Daniel Morgenroth
Daniel Morgenroth (ur. 1964 w Berlinie) – niemiecki aktor i reżyser.

## Życiorys
Po ukończeniu nauki stolarza teatralnego, początkowo pracował jako asystent scenografa. W 1986 rozpoczął studia aktorskie w Akademii Sztuk Dramatycznych im. Ernsta Buscha, które ukończył w 1990. 
W 1989 otrzymał angaż do berlińskiego Teatru Niemieckiego, gdzie występował w sztukach: Natan mędrzec Gottholda Ephraima Lessinga jak Templariusz, Kasia z Heilbronnu albo próba ognia Heinricha von Kleista jako hrabia Wetter vom Strahl, Peer Gynt Henrika Ibsena w roli tytułowego bohatera, gnuśnego i egoistycznego wieśniaka, Wieża Hugo von Hofmannsthala jako Zygmunt, Amfitrion Kleista w roli Amfitriona i Penthesilea Kleista jako grecki książę Achilles, a także Don Carlos Friedricha Schillera i My Fair Lady z librettem Alana Jaya Lernera. Okazjonalnie pracował jako reżyser teatralny i pisał własne teksty.
Karierę na kinowym ekranie zapoczątkował rolą Clemensa w filmie romantycznym Christine i ja (Ich und Christine, 1993) u boku Götza George’a. W telewizyjnym dramacie kryminalnym ProSieben Pismo mordercy (Die Handschrift des Mörders, 1999) zagrał przyjaciela policjanta, Georga. Występował gościnnie w serialach telewizyjnych, w tym na antenie WDR Motzki w odcinku pt. „Urodziny” („Der Geburtstag”, 1993) jako sprzedawca antyków, ZDF Derrick w odcinku pt. „Smutny sąsiad Rieke’a” („Riekes trauriger Nachbar”, 1996) jako Benny Klagges czy ZDF Zabójstwo w Lipsku (SOKO Leipzig) „Poza kontrolą” („Außer Kontrolle”, 2003) w roli podejrzanego o zbrodnię parafianina Jochena Carstensa. W miniserialu Afryka – za głosem serca (Afrika - Wohin mein Herz mich träg, 2006) został obsadzony w roli Hansa Kappesa. Zagrał kilka epizodycznych ról (2007, 2011, 2016) w serialu Rejs ku szczęściu (Kreuzfahrt ins Glück), zanim w latach 2019–2024 został stałym członkiem załogi jako kapitan sztabu Martin Grimm. 
Był narratorem podczas nagrań albumu La Favorite (2005), a także audiobooków – Grecki tłumacz (i inne przygody Sherlocka Holmesa) sir Arthura Conana Doyle’a (2006) i Magnetyzer E.T.A. Hoffmanna (2006).